# تابع اسیدی
تابع اسیدی(به انگلیسی: Acidity function) تابعی ریاضیاتی است که جهت پیدا کردن میزان قدرت اسید به کار می رود.بر اساس نظریه لوری برونستد، قدرت اسید با میزان توانایی آن برای آزاد سازی پروتون سنجیده می شود.روابط مربوط به محاسبه پی اچ روش خوبی برای سنجش قدرت اسید در محلول های آبی رقیق است.همچنین برای برخی شرایط  از تابع اسیدی هامت (H0) استفاده می شود.